# Christian Ermer
Johann Christian Gottlieb Ermer [auch Carl] (* 3. Dezember 1786 in Weimar; † 11. Juli 1855 ebenda) war ein deutscher Kupferstecher.

## Leben und Werk
Christian Ermer erhielt 1814 in Weimar die Bürgerrechte und arbeitete für das bekannte Industrie-Kontor Justin Friedrich Bertuch. Er übernahm wahrscheinlich 1853 die Druckerei des Bertuch-Froriepschen Geografischen Instituts und führte sie bis zu seinem Tod weiter.
Seine Werke umfassen hauptsächlich Porträts historischer Persönlichkeiten. Gelegentlich beteiligte er sich auch an Buchillustrationen nach fremden Vorlagen, z. B. nach Franz Michelis. Zwischen 1818 und 1824 arbeitete er mit Goethe zusammen und reproduzierte für ihn mehrfach Zeichnungen und Gemälde. Er schuf für ihn auch Titel und Frontispiz für den West-östlichen Divan, Illustrationen und Titelblatt für Die Inschrift von Heilsberg sowie Illustrationen für wissenschaftliche Schriften.
Christian Ermer war zweimal verheiratet. Am 19. Juli 1814 hatte er Johanne Dorothee Henriette Bürke geheiratet, die 1828 starb. Am 26. Oktober 1829 heiratete er Anna Caroline Schmidt.